# 圣巴齐尔
圣巴齐尔（法語：Saint-Bazile）是法国利穆赞大区上维埃纳省的一个市镇，属于罗什舒阿尔区韦勒河畔奥拉杜县。该市镇2009年时的人口为112人。

## 人口
圣巴齐尔人口变化图示
| 数据来源：INSEE |